# Алфонсово
Алфонсово (пољ. Alfonsowo) је село у Пољској које се налази у војводству Мазовском у повјату Гројецком у општини Јасјењец.
Од 1975. до 1998. године ово насеље се налазило у Радомском војводству.